# 1240
V tomto roce očekávali křesťané a židé v západní Evropě příchod vykupitelského krále z východu. Rok 1240 v křesťanském kalendáři odpovídal roku 5000 v židovském kalendáři.

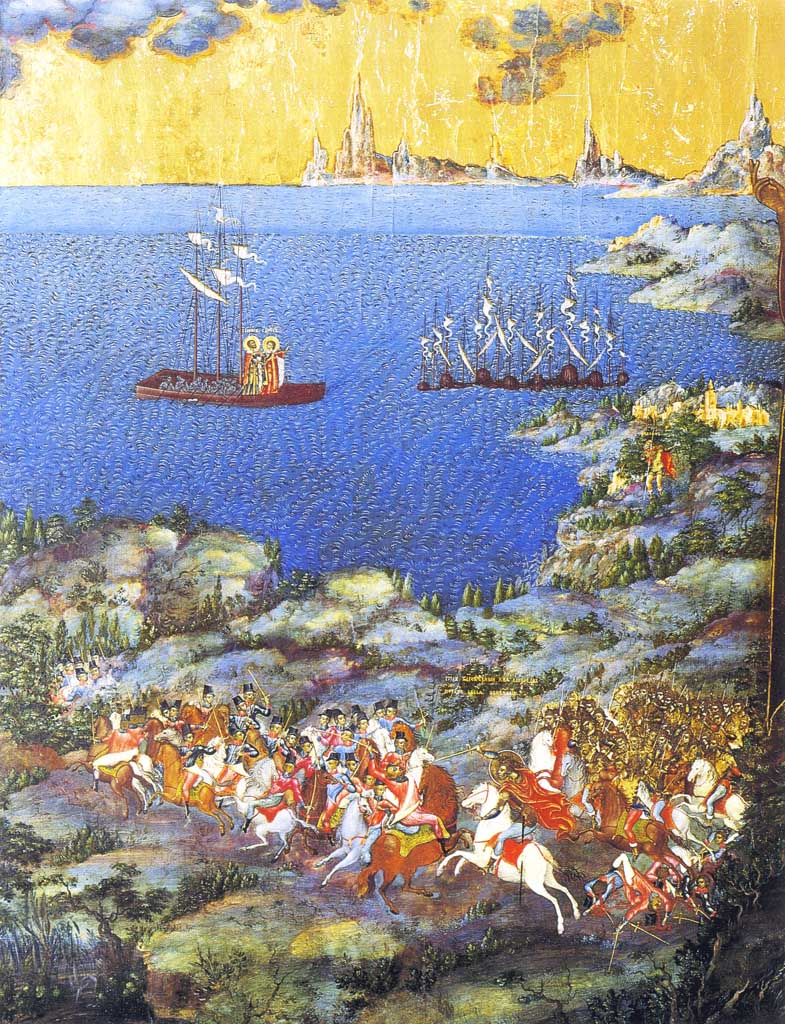
Bitva na Něvě. Fragment ikony „Život Alexandra Něvského“, kolem r. 1800).

## Události
- 15. července – bitva na Něvě, v níž Alexandr, zvaný později na počest této bitvy Něvský, porazil švédské rytíře, pronikající do země
- dobytí a vypálení Kyjeva Tatary
- konec občanské války v Norsku

### Probíhající události
- 1223–1242: Mongolský vpád do Evropy

## Narození

### České země
- ? – Konrád z Botenštejna, žoldnéř a nájemný rytíř († po roce 1320)

#### Svět
- 2. května – Tu-cung, čínský císař říše Sung († 12. srpna 1274)
- duben – Simon VI. z Montfortu, synovec anglického krále Jindřicha III. († 1271)
- 29. září – Markéta Anglická (1240–1275), skotská královna jako manželka AlexandrA III. († 26. února 1275)
- ? – Benedikt XI., papež a blahoslavený († 7. července 1304)
- ? – Magnus III. Švédský, švédský jarl a král († 8. prosince 1290)
- ? – Jean de Meung, francouzský básník († 1305)
- ? – Abraham Abulafia, židovský mystik a kabalista († po roce 1292)
- ? – Albrecht II. Míšeňský, lantkrabě durynský a markrabě míšeňský († 20. listopadu 1314/1315)
- ? – Jindřich I. Navarrský, navarrský král a hrabě ze Champagne († 27. července 1274)

## Úmrtí

### České země
- 8. nebo 25. ledna – Pelhřim z Vartenberka, pražský biskup (* ?)
- 5. srpna – Ludmila Přemyslovna, hraběnka z Bogenu, bavorská vévodkyně a zakladatelka kláštera Seligenthal(* asi 1170)
- 12. září – Bernard Kaplíř ze Sulevic, probošt litoměřické kapituly a pražský biskup (* ?)
- 17. října – Robert, olomoucký biskup (* ?)

#### Svět
- 11. dubna – Llywelyn ap Iorwerth, princ severowaleského království Gwynedd a de facto vládce celého Walesu (* 1173?)
- 24. července – Konrád Durynský, hrabě z Gudensbergu a velmistr řádu německých rytířů (* asi 1206)
- 14. října – Razia ad-Dín, jediná žena, která získala v Dillíském sultanátu titul sultána (* 1205)
- 14. listopadu – Serapion, anglický katolický kněz a římskokatolický světec (* 1179)
- 16. listopadu
  - Ibn al-Arabí, arabský islámský mystik a filozof (* 28. července 1165)
  - Edmund Rich, anglický filozof a teolog (* mezi 1170–1175)
- 17. listopadu – Blanka, paní z Guadalajary, portugalská infantka (* 1192)
- 6. prosince – Konstancie Uherská, česká královna jako druhá manželka Přemysla Otakara I. (* 17. února 1180)

## Hlava státu
- České království – Václav I.
- Svatá říše římská – Fridrich II.
- Papež – Řehoř IX.
- Anglické království – Jindřich III. Plantagenet
- Francouzské království – Ludvík IX.
- Kastilie – Ferdinand III. Kastilský
- Portugalsko – Alfons I. Portugalský
- Polské knížectví – Jindřich II. Pobožný
- Uherské království – Béla IV.
- Latinské císařství – Balduin II.
- Nikájské císařství – Jan III. Dukas Vatatzés
- Bulharsko – Ivan Asen II.
- Švédsko – Erik XI.
- Dánsko – Valdemar II. Vítězný